# Fédération italienne de rugby à XV
Pour les articles homonymes, voir FIR.
La Fédération italienne de rugby à XV (Federazione Italiana Rugby ou FIR) est une organisation membre de World Rugby qui régit l'organisation du rugby à XV en Italie.
Elle regroupe les fédérations régionales, les clubs, les associations, les sportifs, les entraîneurs, les arbitres, pour contribuer à la pratique et au développement du rugby dans tout le territoire italien. Elle a également la responsabilité de toutes les équipes nationales italiennes. Elle est en outre actionnaire unique de la franchise professionnelle des Zebre Parma.
Elle gère le rugby féminin et masculin et organise notamment les deux championnats de première division : la Serie A Élite Maschile et la Serie A Élite Femminile. 
Elle est créée le 28 septembre 1928. En 1929, la fédération organise le premier championnat national. Elle fait partie des membres fondateurs de la FIRA (aujourd'hui Rugby Europe).
La FIR compte environ 80 000 licenciés dans 500 clubs affiliés.

## Histoire

### Naissance
La création formelle de la fédération italienne a lieu le 28 septembre 1928, à l'initiative de seize clubs basés dans les villes de Milan, Turin, Udine, Padoue, Bologne, Rome et Naples. L'année suivante, le 20 mai, l'équipe nationale dispute à Barcelone, devant plus de 60 000 spectateurs, son premier match contre l'Espagne dont c'est également la naissance.
Dans le même temps est disputé le premier championnat d'Italie, remporté par l'Ambrosiana de Milan. Mais dès l'année suivante, le 19 octobre 1929, la fédération est dissoute et l'organisation du championnat 1929-1930 est assurée par le Comité olympique italien. Concernant les causes de cet incident, il existe deux hypothèses non exclusives :
- le régime fasciste, hostile à la culture anglo-saxonne, aurait vu d'un mauvais œil la structuration et le développement de la discipline en Italie ;
- certains joueurs de la Lazio de Rome auraient fait pression sur Giorgio Vaccaro, président de la fédération mais également de la Lazio, pour supprimer la FIR[4].

Un indice semble confirmer l'ingérence politique et une volonté d'"italianisation" du sport de la part du régime : dans le même temps, le Comité olympique italien tentait de mettre en place une nouvelle discipline appelée volata, qui mélangeait les règles du football et du basket (tentative qui se solda par un échec).
Pour autant, la pratique du rugby continua et fut placée sous l'autorité d'un «directoire » membre de la fédération de football. Fin 1932 le Comité olympique dut se résoudre à remettre en activité la fédération de rugby mais en lui donnant le nom plus italien de « Fédération italienne de balle ovale » (FIPO). Un an plus tard, elle devenait « Fédération italienne de Rugbi » avec toujours le refus de la graphie anglo-saxonne, puis elle retrouvait son nom originel après la seconde Guerre mondiale.
Comme beaucoup d'autres fédérations non anglo-saxonnes, la FIR n'était pas membre de l'International Board. Elle participa donc mouvement impulsé par les fédérations française et allemande pour la création d'une institution internationale alternative. Et le 2 janvier 1934 naissait à Paris la Fédération Internationale de Rugby Amateur, ou FIRA, devenue par la suite Rugby Europe. L'Italie s'inscrit dès la première année au Tournoi FIRA, devenu Coupe des Nations, et aujourd'hui appelé Championnat international de Rugby Europe. Elle a participé à toutes les éditions jusqu'à 1997.

### Après guerre
L’Italie reste mise à l'écart du calendrier international des nations majeures, ne disputant que la Coupe des Nations. Pour tenter de se développer, la fédération va mettre en place les premières tournées de la Squadra Azzurra : la première advient en 1970, à Madagascar. L'Italie repart en Afrique australe en 1973, avec huit rencontres dont une contre l'Afrique du Sud. Il y aura également une tournée en Angleterre en 1974 mais sans test match.
Le tournant a lieu en 1987, quand l'Italie devient membre à part entière de l'IRB. Le président d'alors, Maurizio Mondelli, devient le premier Italien membre du conseil de l'IRB. Dans la foulée, l'Italie est invitée à la première édition de la Coupe du monde.
En 1991, la FIR prend en charge la responsabilité du rugby féminin, jusqu'alors pratiqué dans le cadre de l'Unione Italia Sport Popolare (UISP), comparable à la Fédération française sport pour tous. L'équipe nationale féminine, elle aussi sous l'égide de l'UISP depuis 1985, rejoint également le giron fédéral.

### L'ère professionnelle

#### Entrée dans le Six Nations
En 1995, alors que le rugby entre dans l'ère "open", l'Italie remporte son premier test-match contre une des nations du Tournoi. À Trévise, elle l'emporte face à l'Irlande 22-12. Puis en 1997 elle bat la France en finale de la Coupe FIRA. La fédération saisit l'opportunité de ce crédit sportif pour demander officiellement à intégrer le Tournoi des 5 nations. Les bons résultats sportifs des années suivantes (victoires contre l'Irlande, la France, l'Écosse) mettent le comité organisateur dans l'impossibilité de refuser cette candidature et en 1998 l'Italie est officiellement acceptée dans la compétition à compter de l'édition 2000. L'Italie devient une véritable nation du « Tiers 1 ».

#### Admission en Ligue celtique
Les débuts difficiles de la Squadra azzurra dans le Tournoi laisseront penser aux dirigeants italiens que leur championnat national ne prépare pas les joueurs au très haut niveau. Aussi l'Italie négocie et obtient la participation de deux équipes à la Ligue celtique (aujourd'hui United Rugby Championship) : le club du Benetton Trévise et l'entente des Aironi. Au bout de seulement deux ans, le projet Aironi s'effondre et pour le remplacer la FIR crée la franchise des Zebre Parma.

#### Présence dans toutes les compétitions internationales
Au fil des années, la fil met sur pied toutes les équipes nationales pouvant participer à une compétition organisée par World Rugby : masculines, féminines, moins de 20 ans, moins de 18 ans, à sept. Les résultats à XV sont bons, avec une équipe nationale féminine qui s'est hissée en quarts de finale de la Coupe du monde 2021 et la sélection des moins de 20 ans qui évolue au sein de l'élite mondiale depuis 2014.
Après une forte baisse lors de la pandémie de Covid-19, le nombre de licenciés a retrouvé ses niveaux pré-pandémie avec notamment un afflux considérable de petites filles dans les clubs. En 2024, la FIR compte 66 711 pratiquants, dont 6500 féminines.

## Présidents
Les personnes suivantes se succèdent au poste de président de la fédération :
Comité de propagande :
- Piero Mariani (1927-1928)[13]

Fédération Italienne de Rugby :
- Piero Mariani (1928-1928)[13]
- Giorgio Vaccaro (1928-1929)[13]
- Piero Mariani (1929-1930)[13]
- Ottorino Barassi (1930-1932)[13]

Fédération italienne de Balle ovale :
- Giovanni Peragallo (1932-1933)[13]

« Federazione Italiana Rugbi » :
- Ettore Rossi (1933-1941)[13]
- Furio Cicogna (1941-1943)[13]
- Piero Paselli (...-1946) pour la région Nord & Rocco Sansone (...-1946) pour les régions Centre et Sud[13]

Fédération italienne de rugby :
- Furio Cicogna (1946-1947)[13]
- Enrico Olivetti (1947-1949)[13]
- Régence du Conseil Fédéral (1949)[13]
- Enrico Olivetti (1949-1950)[13]
- Aldo Galletto (1950-1953)[13]
- Domenico Arrivabene (1953-1954)[13]
- Mauro Lais (1954-1959)[13]
- Carlo Montano (1959-1971)[13]
- Sergio Luzzi Conti (1971-1974)[13]
- Mario Martone (1974-1978)[13]
- Aldo Invernici (1978-1984)[13]
- Maurizio Mondelli (1984-1996)[13]
- Giancarlo Dondi (1996[13]-2012)
- Alfredo Gavazzi (2012-2021)
- Marzio Innocenti (2021-2024)